# Rytigynia celastroides
Rytigynia celastroides là một loài thực vật có hoa trong họ Thiến thảo. Loài này được (Baill.) Verdc. miêu tả khoa học đầu tiên năm 1987.